# 広島県立黒瀬高等学校
広島県立黒瀬高等学校（ひろしまけんりつ くろせこうとうがっこう）は、広島県東広島市黒瀬町乃美尾にある県立高等学校。普通科と福祉科を開設している。

## 沿革
- 1948年 - 広島県西条農業高等学校黒瀬分校として開校、定時制課程農業科・被服科を置く
- 1949年 - 広島県西条高等学校黒瀬分校と改称
- 1953年 - 広島県賀茂高等学校黒瀬分校と改称
- 1955年 - 被服科を生活科に変更
- 1961年 - 生活科を家政科に変更
- 1962年 - 全日制課程へ移行
- 1971年 - 分離独立し広島県立黒瀬高等学校として開校する
- 1992年 - 家政科を福祉科に改編
- 2025年 - 広島県立黒瀬特別支援学校の高等部が校舎内に移転する予定[1]。

福祉科は、広島県で唯一。高校卒業時に「介護福祉士」の受験資格の習得が可能。

## 交通アクセス
- JRバス中国西条線呉方面行き 賀茂医療センター口バス停　徒歩7分

## 主な卒業生
- いわいのふ健 - 俳優・ナレーター
- まつはましん - お笑いタレント